# Don't Hold Your Breath
«Don't Hold Your Breath» —en español: «No contengas la respiración»— es una canción interpretada por la cantante estadounidense Nicole Scherzinger, incluida en su álbum debut como solista, Killer Love, de 2011. Josh Alexander, Toby Gad y Billy Steinberg se encargaron de la composición, y Carl Falk, Steve Angello y Rami Yacoub realizaron la producción musical; la grabación se llevó a cabo en la ciudad de Los Ángeles. El 16 de febrero de 2011, las radios británicas comenzaron a difundir la canción como el segundo sencillo del disco. Casi un mes después, el 10 de marzo, salió a la venta como descarga digital en la tienda iTunes de varios países europeos. Más tarde, aparecieron tres EP con remezclas de la canción y, en agosto, el sencillo empezó a comercializarse en los  Estados Unidos.
La canción utiliza recursos estéticos del eurodance y del pop, y habla del fin de una relación amorosa y de cómo la vida de la protagonista no vuelve a ser la misma después del desenlace. «Don't Hold Your Breath» se posicionó como sencillo número uno en el Reino Unido y Polonia, además de estar entre los veinte sencillos más vendidos de Irlanda, Nueva Zelanda y los Países Bajos. El 8 de febrero de 2011, el vídeo musical —dirigido por Rich Lee— se publicó oficialmente en la cuenta VEVO de la cantante en YouTube. Para promocionar el tema, la intérprete apareció en programas televisivos británicos y estadounidenses como  Dancing on Ice, Good Morning America, Let's Dance for Comic Relief y Loose Women, entre otros.

## Antecedentes y composición

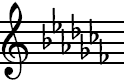
La canción está compuesta en la tonalidad la bemol menor.

En junio de 2010, comenzó a distribuirse en Internet una maqueta de «Don't Hold Your Breath», con la voz del rapero Timbaland y la cantante Keri Hilson. En agosto de 2012, la BBC entrevistó al productor marroquí RedOne, quien reveló que había trabajado en el nuevo proyecto de Scherzinger: «Acabo de terminar su álbum. El anterior nunca salió porque era como una colección de hamburguesas, como comida rápida. Una de McDonald's, una de Burger King, y así sucesivamente. Tenía buen gusto, pero no era consistente». A comienzos de enero de 2011, dos meses antes del lanzamiento del disco Killer Love, el sitio web británico Digital Spy dio a conocer un pequeño adelanto de la canción sin terminar, con la voz de Scherzinger. La versión final se publicó  en la página web de la revista estadounidense Rap-Up el 14 de enero. Peter Robinson, del portal Pop Justice, notó varios cambios entre las diversas demos del tema aparecidas hasta entonces y la versión final.
Es una canción que combina varios géneros musicales como el europop, pop y R&B, escrita por Josh Alexander, Toby Gad, Billy Steinberg y producida por Carl Falk, Steve Angello y Rami Yacoub. Incorpora elementos musicales habituales en las discotecas. La letra revela los acontecimientos que suceden al final de una relación amorosa, en un tono de despecho, como demuestran los versos «You can't touch me now there's no feeling left/If you think I'm coming back, don't hold your breath/What you did to me boy I can't forget/If you think I'm coming back, don't hold your breath» —en español: «No me puedes afectar ahora, ya no siento nada /Si crees que voy a volver, no contengas la respiración/Lo que me hiciste, chico, no se puede olvidar»—. De acuerdo a la partitura publicada por EMI Music Publishing en el sitio Musicnotes, la redacción de la pista incluye un compás simple, en la tonalidad de la bemol menor, con un ritmo acelerado de ciento doce pulsaciones por minuto.

## Promoción

### Lanzamiento
La canción se transmitió por primera vez el 30 de enero de 2011 en la BBC Radio 1, durante el Tom Deacon Show. El 16 de febrero comenzó a distribuirse al resto de radiodifusoras británicas, y llegó a la tienda digital iTunes en varios países europeos como el segundo sencillo del disco. Posteriormente, salieron a la venta tres EP con varias remezclas del tema original. En agosto de 2011, «Don't Hold Your Breath» se comercializó en los Estados Unidos.

### Vídeo musical
Rich Lee dirigió el vídeo musical de la canción, rodado en la Woodbury-Story House, una casa deshabitada de Altadena, California, listada en el Registro Nacional de Lugares Históricos de los Estados Unidos como parte del patrimonio nacional. Scherzinger afirmó que gusta de los «vídeos simples, en los que el artista cuenta su historia y la muestra desde su perspectiva». Comentó la escena en la que sale de un automóvil para entrar a la casa abandonada, como «una transición en su vida, en la que tiene que ser valiente». La versión final tuvo su estreno el 8 de febrero de 2011 a través del portal web VEVO. Según Robbie Daw, de AceShowbiz, el vídeo musical muestra un lado más «vulnerable» de Nicole, que «llora y se lamenta del fin de una relación amorosa, pero sin mirar atrás jamás».
Andrea Magrath del periódico británico Daily Mail comentó que Nicole se asegura de «[que] el caballero sin nombre sobre el que ella canta, sepa exactamente qué se está perdiendo» y que a pesar de las escenas seductivas del vídeo, la canción estaba «cargada de angustia»; también destacó el tonificado cuerpo de Nicole. La revista norteamericana Rap-Up describió al personaje interpretado por Scherzinger como una «sirena sexy». Ryan Brockington del New York Post dijo que los escenarios le recordaban a la serie de drama Dexter. La revista Glam comentó que el vídeo refleja la «bella soledad [de la melodía]». Robbie Daw del sitio web Idolator tuvo comentarios positivos respecto a la canción, pero concluyó que la producción visual era «en general, barata». De acuerdo a una nota publicada por Interscope Records, el vídeo había acumulado más de dieciocho millones de reproducciones en VEVO a fecha de 16 de agosto de 2011.

### Presentaciones en vivo
La intérprete la promocionó en diversos programas de televisión de los Estados Unidos y del Reino Unido. La primera presentación tuvo lugar el 6 de marzo de 2011, antes del lanzamiento del tema, en el programa Dancing on Ice. Durante el mes de marzo, Scherzinger apareció en Loose Women, Lorraine y Let's Dance for Comic Relief. Actuó en Regis & Kelly en agosto y en Good Morning America  en octubre. La canción fue incluida en el repertorio de su gira europea de 2012, The Killer Love Tour.

## Recepción

### Comentarios de la crítica
Luego de su lanzamiento, la canción recibió críticas positivas en general. Ben Norman del sitio web About.com, en su análisis del disco Killer Love, dijo que «Don't Hold Your Breath» es «absolutamente destacable» y «uno de los mejores temas que ella ha ofrecido en cualquier asociación en la que ha estado». También comentó que «ahora [ella] solo necesita de un álbum lleno de canciones buenas para lograr convertirse en una solista relevante». Michael Cragg, crítico de The Observer, afirmó que la canción «exhala clase».   
Robert Copsey de Digital Spy le otorgó cinco estrellas al sencillo, y afirmó que «no deberíamos sentir vergüenza de bailar al son del último ataque de Nicole Scherzinger a las listas musicales»; describió la canción como «poderosa» y declaró que la letra y la interpretación recordaban a Gloria Gaynor. Bradley Stern del blog MTV Buzzworthy elogió «la primorosa producción shynthpop sueca». La reseña de Glam destacó «el estilo R&B distintivo con voces suaves» y la «bella soledad de la melodía». 
Peter Robinson de Pop Justice felicitó a Scherzinger por decidir que fuese el segundo sencillo del álbum. Igualmente consideró que la cantante «tomó la polémica decisión de grabar una canción que es, básicamente, brillante», y defendió que «es bueno tener una canción decente sobre el amor, pues este es el tema oficial del pop, cualquiera que intente decir lo contrario es un necio». Robbie Daw, de Idolator, se basó en la primera demo divulgada en el mes de enero para declarar «la canción ya sonaba mejor que todos los sencillos combinados de las Pussycat Dolls».

### Comercial
Después de su lanzamiento digital, debutó en Irlanda en el cuarto lugar de la lista Irish Singles Chart, donde superó al sencillo «Poison», que estaba en la séptima posición. En el Reino Unido, encabezó el UK Singles Chart, con un total de 98 000 copias vendidas durante su primera semana en este país, con lo que pasó a ser el primer número uno de Nicole en su carrera como solista. Anteriormente, las Pussycat Dolls habían logrado llegar a la primera posición con «Stickwitu» y «Don't Cha». The Official UK Charts Company informó que se habían vendido unas  430 000 copias del sencillo en territorio británico hasta la primera semana de diciembre de 2011, mientras que en julio de 2013, la British Phonographic Industry (BPI) lo certificó con un disco de oro.  
En Australia, la canción debutó en la posición número cuarenta y cinco el 18 de abril de 2011. En su sexta semana, avanzó hasta el decimoséptimo lugar. Debido a las ventas digitales, la Australian Recording Industry Association (ARIA) la certificó con disco de platino, como resultado de sus setenta mil copias vendidas. Estuvo en las listas de los más vendidos de Escocia y Polonia, además de haber conseguido subir al top 20 de las listas musicales de Eslovaquia y los Países Bajos.

## Formatos y remezclas
- Descarga digital

| «Don't Hold Your Breath» — Sencillo |                                                 |          |  |
| N.º                                 | Título                                          | Duración |  |
| 1.                                  | «Don't Hold Your Breath»                        | 3:18     |  |
| 2.                                  | «Don't Hold Your Breath» (versión instrumental) | 3:18     |  |

- Remezclas

| EP digital de remezclas |                                                   |          |  |
| N.º                     | Título                                            | Duración |  |
| 1.                      | «Don't Hold Your Breath» (Cahill Club Mix)        | 5:27     |  |
| 2.                      | «Don't Hold Your Breath» (Cahill Mix – Edit)      | 3:04     |  |
| 3.                      | «Don't Hold Your Breath» (Bimbo Jones Radio Edit) | 2:42     |  |
| 4.                      | «Don't Hold Your Breath» (Bimbo Jones Dub Edit)   | 7:03     |  |
| 5.                      | «Don't Hold Your Breath» (The Alias Radio Mix)    | 3:10     |  |
| 6.                      | «Don't Hold Your Breath» (The Alias Club Mix)     | 5:28     |  |

| France Remixes Version |                                                   |          |  |
| N.º                    | Título                                            | Duración |  |
| 1.                     | «Don't Hold Your Breath» (versión original)       | 3:18     |  |
| 2.                     | «Don't Hold Your Breath» (Kat Crazy Radio Remix)  | 3:08     |  |
| 3.                     | «Don't Hold Your Breath» (Dave Audé Radio Remix)  | 3:33     |  |
| 4.                     | «Don't Hold Your Breath» (Fred Falke Radio Remix) | 3:43     |  |
| 5.                     | «Don't Hold Your Breath» (Kaskade Radio Remix)    | 3:49     |  |
| 6.                     | «Don't Hold Your Breath» (Dave Audé Remix)        | 7:16     |  |
| 7.                     | «Don't Hold Your Breath» (Fred Falke Remix)       | 7:08     |  |
| 8.                     | «Don't Hold Your Breath» (Olav Basoki Remix)      | 6:10     |  |

| The Remixes |                                              |          |  |
| N.º         | Título                                       | Duración |  |
| 1.          | «Don't Hold Your Breath» (Kaskade Remix)     | 5:22     |  |
| 2.          | «Don't Hold Your Breath» (Olav Basoki Remix) | 6:10     |  |
| 3.          | «Don't Hold Your Breath» (Fred Falke Remix)  | 7:08     |  |
| 4.          | «Don't Hold Your Breath» (Dave Audé Remix)   | 7:16     |  |
| 5.          | «Don't Hold Your Breath» (Kat Crazy Remix)   | 4:09     |  |

## Listas y Certificaciones
| Australia         | ARIA Charts               | 17 |
| Austria           | Austrian Singles Chart    | 65 |
| Bélgica (Flandes) | Ultratip 40 Singles       | 2  |
| Bélgica (Valonia) | Ultratip 40 Singles       | 42 |
| Canadá            | Canadian Hot 100          | 70 |
| Escocia           | Scottish Singles Chart    | 1  |
| Eslovaquia        | IFPI Slovenská Republika  | 11 |
| Estados Unidos    | Billboard Hot 100         | 86 |
| Estados Unidos    | Hot Dance Club Play Songs | 2  |
| Estados Unidos    | Pop 100                   | 37 |
| Francia           | French Singles Chart      | 45 |
| Hungría           | Single Top 100            | 39 |
| Irlanda           | Irish Singles Chart       | 4  |
| Nueva Zelanda     | New Zealand Singles Chart | 22 |
| Países Bajos      | Dutch Top 40              | 15 |
| Polonia           | ZPAV                      | 1  |
| Reino Unido       | UK Singles Chart          | 1  |
| República Checa   | Czech Airplay Chart       | 36 |
| Suiza             | Schweizer Hitparade       | 62 |
| Ucrania           | Ukranian Pop Chart        | 12 |

| País        | Organismo certificador | Certificación | Simbolización | Ventas  | Ref.   |
| ----------- | ---------------------- | ------------- | ------------- | ------- | ------ |
| Australia   | ARIA                   | Doble Platino | 2x▲           | 140 000 | [ 41 ] |
| Reino Unido | BPI                    | Oro           | ●             | 400 000 | [ 39 ] |

## Historial de lanzamientos
| País           | Fecha                    | Formato                         | Discográfica    |
| -------------- | ------------------------ | ------------------------------- | --------------- |
| Reino Unido    | 16 de febrero de 2011    | BBC Radio 1                     | Polydor         |
| Australia      | 10 de marzo de 2011      | Descarga digital                | Interscope      |
| Irlanda        | 10 de marzo de 2011      | Descarga digital                | Interscope      |
| Francia        | 10 de marzo de 2011      | Descarga digital                | Interscope      |
| Portugal       | 10 de marzo de 2011      | Descarga digital                | Interscope      |
| Reino Unido    | 10 de marzo de 2011      | Descarga digital                | Interscope      |
| Francia        | 11 de marzo de 2011      | Primer EP digital de remezclas  | Interscope      |
| Irlanda        | 11 de marzo de 2011      | Primer EP digital de remezclas  | Interscope      |
| Portugal       | 11 de marzo de 2011      | Primer EP digital de remezclas  | Interscope      |
| Reino Unido    | 11 de marzo de 2011      | Primer EP digital de remezclas  | Interscope      |
| Francia        | 25 de abril de 2011      | Segundo EP digital de remezclas | Interscope      |
| Brasil         | 29 de junio de 2011      | Descarga digital                | Universal Music |
| Estados Unidos | 16 de agosto de 2011     | Descarga digital                | Interscope      |
| Estados Unidos | 20 de septiembre de 2011 | Contemporary Hit Radio          | Interscope      |
| Estados Unidos | 11 de octubre de 2011    | Tercer EP digital de remezclas  | Interscope      |

## Créditos y personal
- Nicole Scherzinger: voz
- Josh Alexander: composición, producción vocal
- Toby Gad: composición
- Billy Steinberg: composición, producción vocal
- Carl Falk, Steve Angello, Rami Yacoub: producción
- David Bukovinszky: violoncelo
- Mattias Bylund: instrumentos de cuerda, grabación, edición
- Chris Garcia: edición digital
- Chris Gehringer: masterización
- Mattias Johansson: violín
- Mark «Spike» Stent: mezcla de audio

Créditos adaptados a partir de las notas de Killer Love (2011).